# Resultados do Carnaval de Manaus em 2019
Nesta página são apresentados todos os resultados dos Desfiles das Escolas de Samba do Carnaval de Manaus em 2019.
Pelo Grupo Especial, a agremiação Reino Unido da Liberdade conquistou o tetracampeonato - e 13° título - ao exaltar a cultura afro-brasileira tendo como inspiração o aniversário de 30 anos de seu primeiro título em 1989 ("Mãe Zulmira, o Amanhecer de uma Raça"). Já o vice-campeonato coube à Grande Família que homenageou o engenheiro e empresário Murilo Rayol.
No Grupo de Acesso A, após suspensão da apuração para recontagem das notas, houve a vitória da Mocidade Independente do Coroado com um enredo sobre a cidade amazonense de Tapauá, retornando ao Grupo Especial após sete anos.
Na disputa do Grupo de Acesso B a Tradição Leste se sagrou campeã ao contar a história do atual governador do Estado do Amazonas, Wilson Lima. A "Tricolor do Coroado"  ascendeu ao Grupo de Acesso A juntamente com Presidente Vargas e Império do Havaí após a divulgação da reformulação das divisões de acesso para o ano de 2020 pela Secretaria de Estado de Cultura do Amazonas - SEC que também anunciou, excepcionalmente, o não rebaixamento nos Grupos de Acesso A e B em 2019.
Enquanto isso, no Grupo de Acesso C o título ficou com a Legião de Bambas que homenageou Joacy Castelo, o Jacaré, atual presidente da coirmã Unidos do Alvorada. Para o ano seguinte, a SEC comunicou a extinção desta divisão, com todas suas agremiações reenquadradas no Grupo de Acesso B.

## Grupo Especial
Notas
| AGREMIAÇÃO                                         | BATERIA | BATERIA | BATERIA | HARMONIA | HARMONIA | HARMONIA | COMISSÃO DE FRENTE | COMISSÃO DE FRENTE | COMISSÃO DE FRENTE | MESTRE SALA & PORTA BANDEIRA | MESTRE SALA & PORTA BANDEIRA | MESTRE SALA & PORTA BANDEIRA | EVOLUÇÃO | EVOLUÇÃO | EVOLUÇÃO | SAMBA ENREDO | SAMBA ENREDO | SAMBA ENREDO | FANTASIA | FANTASIA | FANTASIA | ENREDO | ENREDO | ENREDO | ALEGORIAS E ADEREÇOS | ALEGORIAS E ADEREÇOS | ALEGORIAS E ADEREÇOS | PEN. | TOTAL |
| Primos da Ilha                                     | 9,9     | 9,7     | 9,9     | 9,8      | 9,9      | 9,9      | 10                 | 9,9                | 10                 | 9,9                          | 9,7                          | 9,8                          | 9,8      | 9,8      | 9,7      | 9,8          | 9,8          | 9,9          | 9,9      | 9,9      | 9,8      | 9,9    | 9,9    | 9,9    | 9,9                  | 9,9                  | 9,8                  | -0,1 | 177,9 |
| Ciganos                                            | 10      | 9,7     | 9,9     | 9,9      | 9,8      | 9,9      | 10                 | 9,8                | 9,9                | 10                           | 10                           | 9,9                          | 9,8      | 10       | 9,8      | 10           | 10           | 10           | 9,8      | 9,9      | 9,8      | 10     | 9,9    | 9,9    | 10                   | 9,9                  | 9,9                  |      | 178,9 |
| Vitória Régia                                      | 10      | 10      | 10      | 10       | 10       | 10       | 10                 | 10                 | 10                 | 10                           | 10                           | 10                           | 9,9      | 10       | 9,9      | 9,9          | 9,9          | 9,9          | 10       | 10       | 10       | 10     | 10     | 10     | 9,8                  | 9,8                  | 9,8                  |      | 179,3 |
| Vila da Barra                                      | 9,9     | 9,9     | 10      | 9,9      | 9,8      | 9,8      | 9,9                | 9,9                | 9,9                | 9,9                          | 9,5                          | 9,8                          | 9,7      | 9,6      | 9,6      | 9,9          | 9,8          | 9,9          | 9,9      | 9,8      | 9,8      | 9,9    | 9,7    | 9,7    | 9,9                  | 9,9                  | 9,8                  |      | 177,3 |
| Reino Unido                                        | 10      | 10      | 10      | 10       | 9,8      | 10       | 9,9                | 10                 | 10                 | 10                           | 10                           | 10                           | 9,9      | 10       | 9,8      | 10           | 10           | 10           | 10       | 10       | 9,9      | 10     | 10     | 10     | 10                   | 10                   | 10                   |      | 179,9 |
| Alvorada                                           | 10      | 9,9     | 10      | 9,8      | 9,9      | 9,9      | 9,8                | 9,8                | 9,9                | 9,9                          | 9,8                          | 9,9                          | 9,9      | 10       | 9,7      | 10           | 9,9          | 9,9          | 9,8      | 9,7      | 9,8      | 9,9    | 9,8    | 9,8    | 9,9                  | 9,8                  | 9,7                  | -0,1 | 178   |
| Grande Família                                     | 10      | 9,9     | 10      | 10       | 9,9      | 9,9      | 10                 | 9,9                | 10                 | 10                           | 10                           | 9,9                          | 10       | 10       | 9,7      | 10           | 10           | 10           | 10       | 9,9      | 9,9      | 10     | 10     | 10     | 9,9                  | 10                   | 10                   |      | 179,8 |
| Aparecida                                          | 10      | 10      | 10      | 9,9      | 10       | 9,9      | 9,9                | 10                 | 10                 | 10                           | 9,9                          | 9,9                          | 10       | 10       | 9,8      | 10           | 10           | 10           | 10       | 9,9      | 9,9      | 10     | 10     | 10     | 10                   | 9,9                  | 9,9                  | -0,1 | 179,5 |
| OBS.: A menor nota de cada quesito foi descartada. |         |         |         |          |          |          |                    |                    |                    |                              |                              |                              |          |          |          |              |              |              |          |          |          |        |        |        |                      |                      |                      |      |       |

Classificação Final
| Pos | Escola de Samba                    | Enredo | Pts   | Classificação ou rebaixamento       |
| --- | ---------------------------------- | --- | ----- | ----------------------------------- |
| 1   | Reino Unido da Liberdade           | Tambores, Crenças e Costumes Afro-Brasileiros – A Benção Mãe Zulmira | 179,9 | Tetracampeã do Carnaval 2019        |
| 2   | A Grande Família                   | Eu só quero é ser Feliz! | 179,8 |                                     |
| 3   | Mocidade Independente de Aparecida | Égua maninho! Espia só! Tem açaí, tem tucupi, tem maniçoba, tem carimbó, çairé e siriá, tem boto, tem Yara, tem Marajó... encantaria de arrepiar... tem Ver-o-Peso, rio e mar, tem a Nazinha a abençoar...A Aparecida vem mostrar que aqui também tem Pará... | 179,5 |                                     |
| 4   | Vitória Régia                      | Tinta nas Veias, a Verdade nas Mãos: Na Crítica de Calderaro "70 Anos" A Voz de uma Nação | 179,3 |                                     |
| 5   | Andanças de Ciganos                | O Sonho de ser um Milionário | 178,9 |                                     |
| 6   | Unidos do Alvorada                 | "All-in - Copag pra ver". Na Avenida do Samba a Alvorada dá as cartas | 178   |                                     |
| 7   | Primos da Ilha                     | Não queremos aceitação, queremos respeito! Se quer falar de cura, cure seu preconceito! | 177,9 |                                     |
| 8   | Vila da Barra                      | Azul e amarelo são as cores do meu amuleto, emociona Vila porque hoje a sorte está ao seu lado | 177,3 | Desce para o Grupo de Acesso A 2020 |

## Grupo de Acesso A
Classificação Final
| Pos | Escola de Samba                  | Enredo                                                                     | Pts   | Classificação ou rebaixamento   |
| --- | -------------------------------- | -------------------------------------------------------------------------- | ----- | ------------------------------- |
| 1   | Mocidade Independente do Coroado | Tapauá: Filha de um rio de águas brancas, a linda flor deste imenso Brasil | 176,3 | Sobe para o Grupo Especial 2020 |
| 2   | Unidos da Cidade Nova            | Óbidos, a Sentinela da Amazônia                                            | 176,3 | Grupo de Acesso A 2020          |
| 3   | Dragões do Império               | Sandro Paulista, o Perreché do Brasil                                      | 175,2 | Grupo de Acesso A 2020          |
| 4   | Beija-Flor do Norte              | De pai pra filho - O DNA do samba caboclo no sangue da Beija-Flor do Norte | 175,1 | Grupo de Acesso A 2020          |
| 5   | Acadêmicos da Cidade Alta        | Vai começar o meu "Arrastapé" pra contar a trajetória de José de Arimatéa  | 175,1 | Grupo de Acesso A 2020          |
| 6   | Balaku Blaku                     | SAMEL e a Arte de Curar, da Ancestralidade à Medicina Nuclear              | 174,1 | Grupo de Acesso A 2020          |
| 7   | Sem Compromisso                  | É força, é garra, magia e feitiço, é dia de Rock na Sem Compromisso        | 166,8 | Grupo de Acesso A 2020          |

## Grupo de Acesso B
Classificação Final
| Pos | Escola de Samba               | Enredo | Pts   | Classificação ou rebaixamento      |
| --- | ----------------------------- | --- | ----- | ---------------------------------- |
| 1   | Tradição Leste                | A Saga de um Brasileiro pela Amazônia: A bronca agora é com a Tradição                                         | 174,9 | Sobe para o Grupo de Acesso A 2020 |
| 2   | Presidente Vargas             | O Soldado Inabalável, Vestido com as Armas de Jorge. Carliomar Brandão, hoje minha Águia te dedica o pavilhão! | 174,7 | Sobe para o Grupo de Acesso A 2020 |
| 3   | Império do Havaí              | Meu País Tropical                                                                                              | 174,4 | Sobe para o Grupo de Acesso A 2020 |
| 4   | Unidos do Coophasa            | Uma filha, uma ancestral, salúba Mãe Ray de Nanã                                                               | 173,9 | Grupo de Acesso B 2020             |
| 5   | Mocidade Independente da Raiz | Balada na Floresta, os Animais estão em Festa                                                                  | 172,6 | Grupo de Acesso B 2020             |

## Grupo de Acesso C
Classificação Final
| Pos | Escola de Samba    | Enredo                                                                          | Pts   | Classificação ou rebaixamento |
| --- | ------------------ | ------------------------------------------------------------------------------- | ----- | ----------------------------- |
| 1   | Legião de Bambas   | # ao guerreiro Joacy Castelo, o Jacaré, uma biografia consagrada, o Amigo de Fé | 177,1 | Grupo de Acesso B 2020        |
| 2   | Ipixuna            | Do real ao imaginário: Mestre Zazá e a sua fábrica de sonhos                    | 172,1 | Grupo de Acesso B 2020        |
| 3   | Meninos Levados    | Na rua da Copa é só emoção. Santa Isabel, 36 anos de Tradição                   | 164,4 | Grupo de Acesso B 2020        |
| 4   | Leões do Barão Açú | Com Dor e Amor reconstruindo o que o Fogo nos tirou                             | 164,4 | Grupo de Acesso B 2020        |
| 5   | Império do Mauá    | Mauá... Um Grito de Emoção que Contagia, Exalando Alegria ao Som da Bateria     | 150,1 | Grupo de Acesso B 2020        |
| 6   | Gaviões do Parque  |                                                                                 | 0     | Grupo de Acesso B 2020        |